# Louis-Auguste Jouvenel des Ursins d’Harville
Louis-August Jouvenel des Ursins, comte d’Harville seltener Louis-Auguste Juvénal des Ursins, comte d’Harville (* 23. April 1749 in Paris; † 8. Mai 1815 in Harville) war ein französischer General der Kavallerie.

## Leben und Wirken
Jouvenel des Ursins war ein Sohn von Lieutenant-Général Claude-Constant Jouvenel des Ursins d’Harville, Marquis de Trainel (1723–1794) und dessen Ehefrau Marie-Antoinette Goyon de Matigno (1725–1770). Über seine Urgroßmutter, Catherine Jouvenel des Ursins († 1643) war er mit dem Haus Luxemburg verwandt (→Primogenitur).
Schon früh folgte Jouvenel des Ursins seinem Vater und trat als Freiwilliger in die königliche Armee ein. Seine ersten Dienstjahre absolvierte er bei der Gendarmerie und wurde seiner Tapferkeit wegen auch mehrfach befördert: Sous-Lieutenant (25. November 1766), Capitaine-Lieutenant (1. Januar 1784), Maréchal de camp (9. März 1788) und Lieutenant-Général (6. Februar 1792). Während der Schlacht von Jemappes kommandierte er unter General Dumouriez ein Korps, das die kaiserlichen Stellungen umging und für den französischen Sieg von Entscheidung war.
Seit 15. April 1766 war er mit Marie-Henriette d’Alpozzo de La Trousse (1748–1836) verheiratet; die Hochzeit fand auf Château de la Trousse, dem Wohnsitz seiner Schwiegereltern statt.
Jouvenel des Ursins starb, 15 Tage nach seinem 66. Geburtstag, am 8. Mai 1815 auf Château de la Trousse bei Harville und fand auf dem Cimetière de Doue seine letzte Ruhestätte.

## Ehrungen
- Juni 1784 Ritter des Ordre royal et militaire de Saint-Louis
- 2. Oktober 1803 Ritter der Ehrenlegion
- 14. Oktober 1804 Großoffizier der Ehrenlegion
- 9. Juni 1805 Grand Aigle der Ehrenlegion
- 15. Oktober 1805 Ritter des württembergischen Jagdordens[1]
- Mai 1808 Comte de l’Empire
- 4. Juni 1814 Pair von Frankreich
- Sein Name findet sich am nördlichen Pfeiler (5. Spalte) des Triumphbogen am Place Charles-de-Gaulle (Paris)